# المتاحف في الرياض
تميزت منطقة الرياض في المملكة العربية السعودية باحتوائها على عددًا كبيرًا مِن المعالم التاريخية والتراثية والمتاحف، التي تمثل الحضارات التي توالت على المنطقة وتركت أثارها بها. فمن هذه المتاحف:

## المتحف الوطني

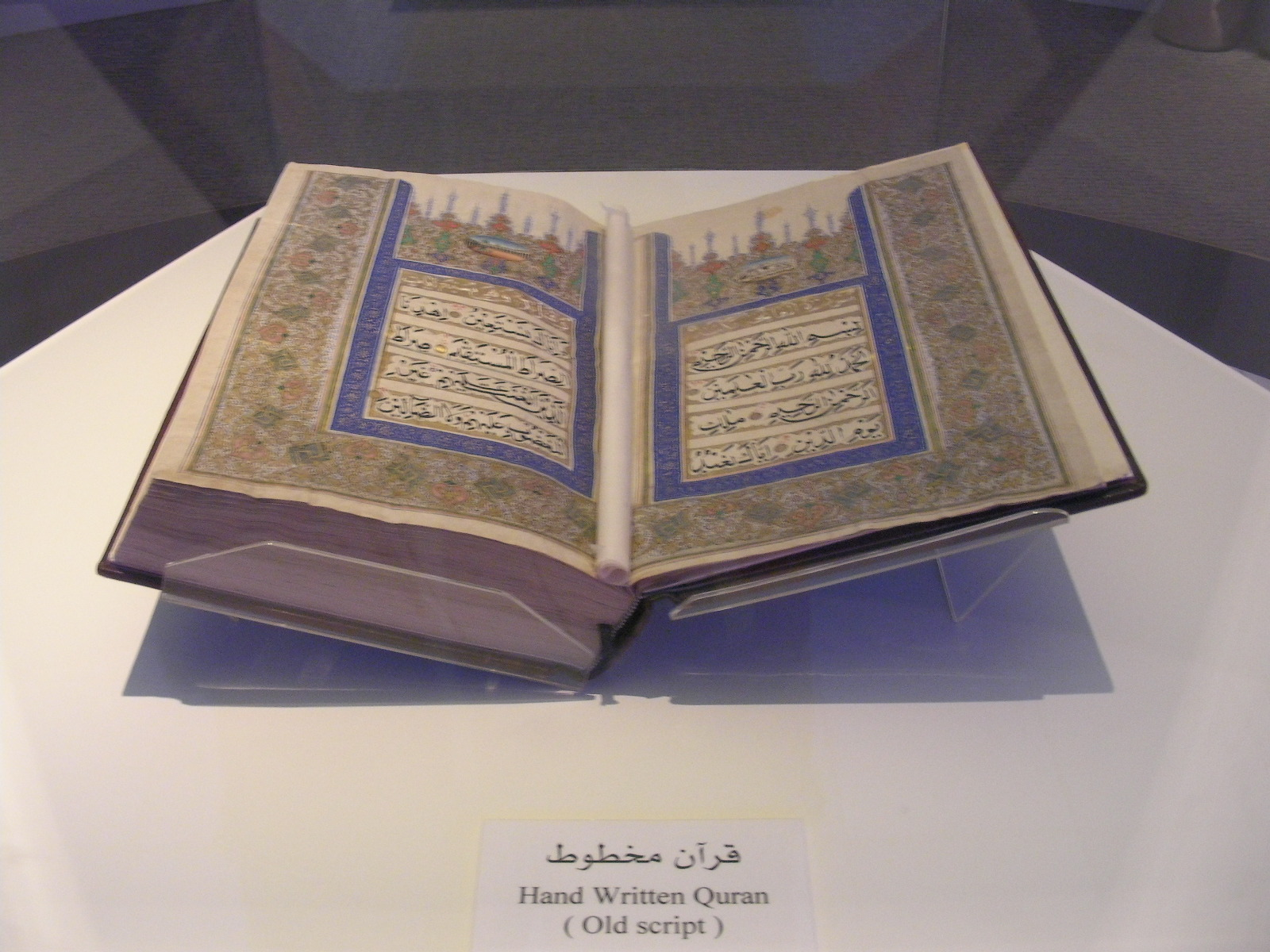
قرآن مخطوط أحد معروضات المتحف.

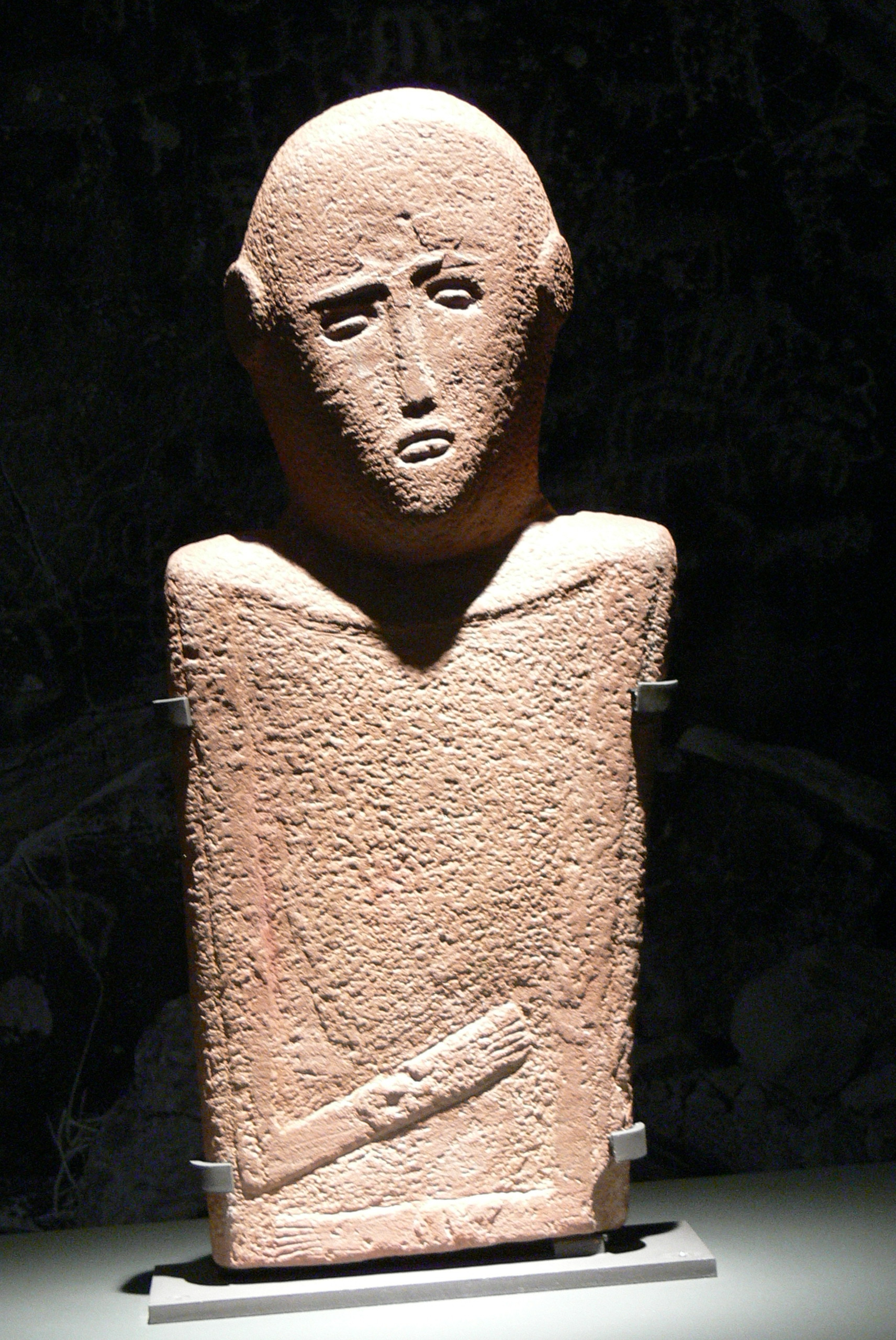
تمثال من نحو 3500 قبل الميلاد من المملكة العربية السعودية (من المتحف الوطني السعودي.

أُفتتح المتحف الوطني عام 1999م، وهو متحف وطني ضخم يجمع بين الأصالة السعودية وحداثة المعمار، يتسم  بجمال التصميمات الداخلية والخارجية. فيروي الحكاية التاريخية والحضارية والثقافية للجزيرة العربية ومراحل التطور والنمو التي مرت بها المملكة. فهو يعد مِن الأماكن السياحية المهمة في الرياض.

### قاعاته

#### قاعة الإنسان والكون
تبلغ مساحتها 1500 مترمربع. ويُعرض بها كُل ما له علاقة بالإنسان والكوكب والأرض وحركة القارات والصخور والمعادن وصولاً للحيوانات المنقرضة التي كانت موجودة في الجزيرة العربية، وغيرها الكثير.

#### قاعة المماليك العربية
تبلغ مساحتها 1500 متر مربع، وتشمل فترة ظهور المماليك العربية، مروراً بالنشاط التجاري في الجزيرة العربية عبر العصور السابقة لظهور الإسلام؛ وتمثل الفترة من الألف الرابع قبل الميلاد إلى نهاية القرن الرابع الميلادي.

#### قاعة العصر الجاهلي
تبلغ مساحتها 500 متر مربع، وتمثل الفترة مِن عام 400 ميلادية إلى البعثة النبوية.

#### قاعة البعثة النبوية
تبلغ مساحتها 350 متر مربع، وتمثل الفترة من بداية ظهور الإسلام إلى انتشاره.

#### قاعة الإسلام والهجرة النبوية
تبلغ مساحتها 1200 متر مربع، تبدأ بعصر صدر الإسلام وتنتهي بالعصر العثماني، وتنقسم لستة أقسام.

#### قاعة الدولتان السعوديتان
تمثل الدولة السعودية الأولى والثانية.

#### قاعة توحيد المملكة
تبلغ مساحتها 1200 متر مربع، وتمثل فترة نشوء الدولة السعودية الثالثة على يد عبد العزيز آل سعود رحمه الله.

#### قاعة الحج والحرمين
تبلغ مساحتها 800 متر مربع، وتمثل الحج والمناسك، والأمور المتعلقة بهما، وتحتوي على خمسة أجنحة.

## متحف الآثار (جامعة الملك سعود)
يعد هذا المتحف من المتاحف المشهورة في المملكة العربية السعودية وتحديدًا بالرياض، أُسس في عام 1378هـ، داخل جامعة الملك سعود بالدور الأرضي لمبنى كلية الآداب، وكان يعرض في بداية افتتاحه المقتنيات القديمة والتي تُجمع خلال الرحلات العلمية وتُنظم المواقع الأثرية في المملكة العربية السعودية، وفي عام 1398هـ أصبح المتحف تابع لقسم الآثار وذلك عندما تم انشأ قسم الآثار والمتاحف بكلية الآداب. 

### أهدافه
- إبراز جوانب آثار المملكة العربية السعودية وتاريخها.[2]

## متحف العملات
يعد متحف العملات من المتاحف التاريخية الحضارية المتخصصة على مستوى العالم؛ بإبراز المظهر الحضاري والتاريخي للعملات، ويتبع مؤسسة النقد العربي السعودي. ويحتوي على خمس قاعات.

### محتوياته
- نقود تاريخية نادرة ومِنها ما يعود لـ15 قرناً.
- عملات تعود لما قبل الإسلام.
- نقود إسلامية وأخرى حديثة.

يحتوي أيضاً على بعض المواد الخام التي تدخل في صناعة النقود الورقية والمعدنية الحديثة.

## متحف المصمك التاريخي

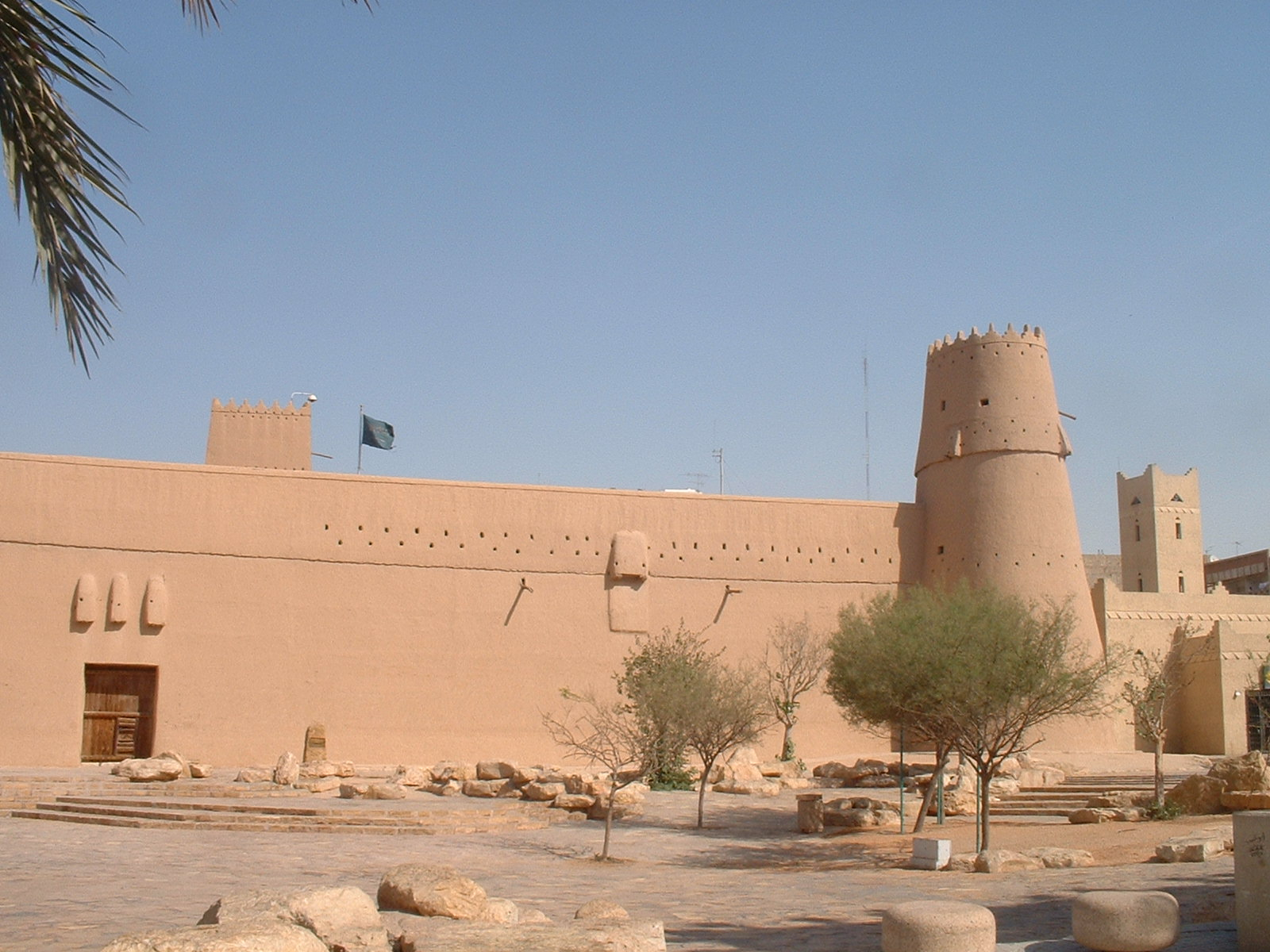
إحدى واجهات قصر المصمك.

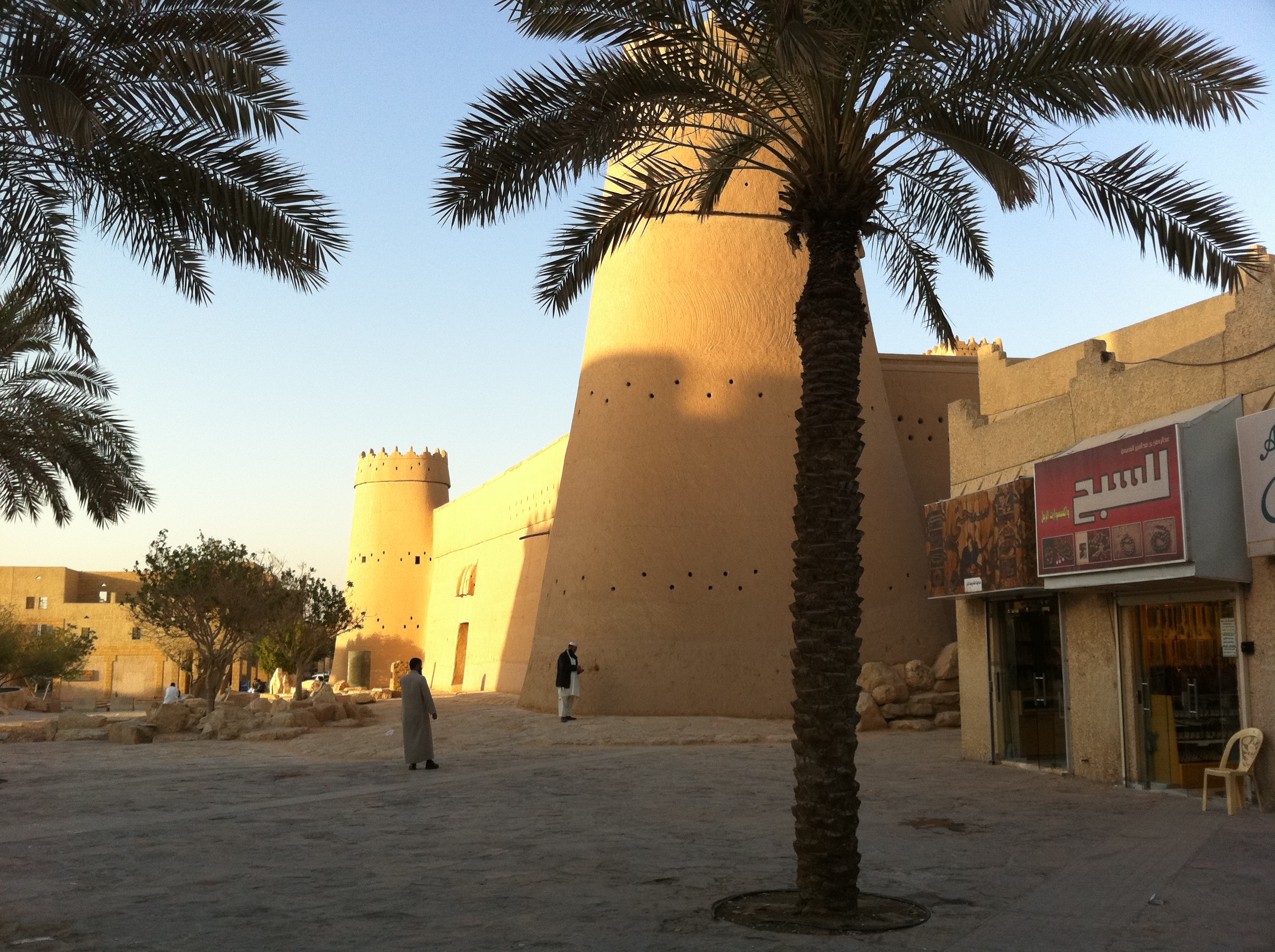
البرج الجنوبي الغربي للقصر.

احتل حصن المصمك مكانة بارزة في تاريخ المملكة بصفة عامة وفي مدينة الرياض بصفة خاصة، وتعود قصة بناءه إلى عهد الإمام عبد الله بن فيصل بن تركي آل سعود بن عبد الله آل سعود عام 1282هـ / 1865م، ضمن قصر كبير يتوسط مدينة الرياض وكان هذا الحصن جزءاً من ذلك القصر. وقد مثل الانطلاقة الأولى للملك عبدالعزيز لتوحيد المملكة العربية السعودية عام 1319هـ / 1902م. وأُستخدم كمستودع للذخيرة والأسلحة لمدة سنتين ثم تحول إلى سجن ومن ثم حُوّل إلى معلم تراثي يتوسط مدينة الرياض، وفي عام 1400هـ / 1980م أمر الملك سلمان بن عبد العزيز آل سعود بإعادة ترميمه. وفي عام 1416هـ / 1995م أُفتتحه كمتحف. ويحتوي على صور، وخرائط، ومجسمات، وبعض الأسلحة القديمة، والقطع التراثية، وقاعة عرض مرئي، ومسموع. والمصمك أو المسمك يعني البناء السميك والمرتفع الحصين.

### قاعاته
- الفناء الرئيس
- الرياض زمن استرداده
- اقتحام المصمك
- الرواد
- الرياض التاريخية
- حصن المصمك
- استخدامات المصمك
- القاعة الأخيرة
- فناء البئر
- العروض المؤقتة

### أهم معالمه
- البوابة
- المسجد
- المجلس
- البئر
- الأبراج[4]

## متحف صقر الجزيرة للطيران

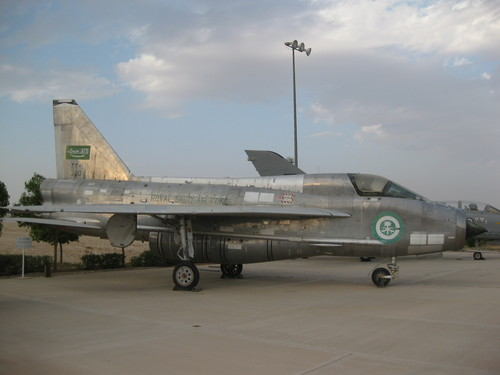
لقطة من متحف صقر الجزيرة للطيران

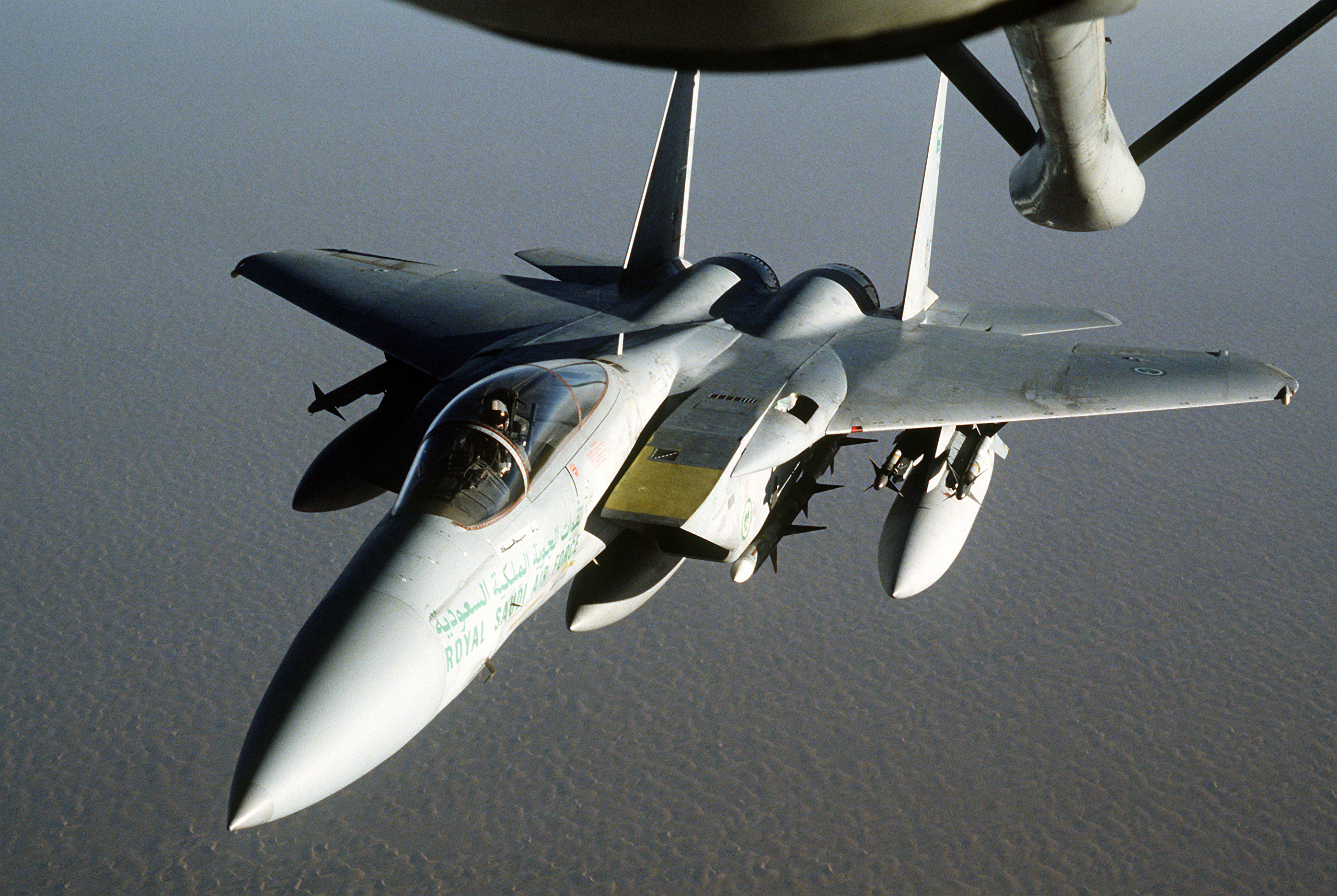
طائرة اف-15 تابعة للقوات الجوية الملكية السعودية وهي تقترب للتزود بالوقود من طائرة كي سي -135

يعتبر هذا المتحف من المتاحف التي تهتم بالطيران، فهو متحف جوي يسرد تاريخ تطور القوات الجوية الملكية السعودية، منذ ولادتها على يد الملك عبد العزيز حتى وقتنا الحاضر، ويتبع وزارة الدفاع. أُفتتح برعاية صاحب السمو الملكي الأمير عبدالله بن عبدالعزيز عام 1419هـ / 1999م، بمناسبة المئوية لفتح مدينة الرياض. ومنذ ذلك الوقت استقبل به الوفود الرسمية والضيوف والزوار الرسميين.

### أهداف نشأته
- توثيق وإبراز الجهود المبذولة التي تمت لبناء وتنمية وتطوير القوات الجوية الملكية السعودية من قبل ولاة الأمر والقادة والمسئولين وتوظيفه في تثقيف منسوبي القوات الجوية الخاصة والقوات المسلحة عامة والمواطنين والزوار.
- حث الشباب على التفكير في علوم الطيران والفضاء من خلال المعروضات ووسائل التعليم والتسلية.[5]

### معروضاته
- يحتوي على  صالات عرض داخلية ومحتوياتها من الطائرات والأسلحة القديمة والحديثة.
- يضم مجموعة كبيرة من الطائرات والمقتنيات والصور والوثائق التاريخية.
- يوجد به ركن الفضاء والذي يتضمن جهازًا أشبه بالأجهزة المعدة لرحلة فضائية.
- يحتوي على مقصورات لعرض أفلام وثائقية وتاريخية.
- يوجد به ساحات عرض مكشوفة تعرض بها بعض الطائرات بأحجامها الحقيقية إلى جانب المعدات الكبيرة الحجم.[6]

## وصلات خارجية
- متحف العملات
- متحف العملات بمؤسسة النقد يقتني أندر العملات التاريخية
- متحف الآثار – جامعة الملك سعود
- متحف صقر الجزيرة للطيران